# Потустороннее
«Потустороннее» (англ. Hereafter) — фильм режиссёра Клинта Иствуда 2010 года.

## Сюжет
Три параллельные и вскоре пересекающиеся истории о людях, познавших смерть. Французская журналистка, пережившая цунами в 2004 году, и десятилетний мальчик, потерявший в автокатастрофе своего брата-близнеца, встречают умеющего разговаривать с мёртвыми людьми, способного дать им ответы и утешение, — человека, смертельно уставшего слышать голоса мертвецов в своей голове.

## В ролях
- Мэтт Дэймон — Джордж Лонеган
- Сесиль Де Франс — Мари
- Тьерри Новик — Дидье
- Джей Мор — Билли
- Ричард Вид — Христос
- Синди Майо Дэвис
- Лиза Гриффитс
- Джессика Гриффитс
- Милен Жампаной